# Finales de la ABA de 1971
Las Finales de la ABA de 1971 fueron las series definitivas de los playoffs de 1971 y suponían la conclusión de la temporada 1970-71 de la ABA, con victoria de Utah Stars, campeón de la División Oeste, sobre Kentucky Colonels, campeón de la División Este. Solo un jugador entre los que disputaron la final fue finalmente miembro del Basketball Hall of Fame, Dan Issel, de los Colonels, mientras que en los banquillos, ambos entrenadores obtuvieron el premio, Bill Sharman, elegido en 2004 y Frank Ramsey, elegido como jugador en 1982.

## Resumen
| Partido | Fecha      | Equipo local | Resultado | Equipo visitante |
| ------- | ---------- | ------------ | --------- | ---------------- |
| 1       | 3 de mayo  | Utah         | 136-117   | Kentucky         |
| 2       | 5 de mayo  | Utah         | 138-125   | Kentucky         |
| 3       | 7 de mayo  | Kentucky     | 116-110   | Utah             |
| 4       | 8 de mayo  | Kentucky     | 125-129   | Utah             |
| 5       | 12 de mayo | Utah         | 127-137   | Kentucky         |
| 6       | 15 de mayo | Kentucky     | 105-102   | Utah             |
| 7       | 18 de mayo | Utah         | 131-121   | Kentucky         |

Stars gana las series 4-3

## Enfrentamientos en temporada regular
Durante la temporada regular, los Stars y los Colonels se vieron las caras en seis ocasiones, jugando tres encuentros en el Salt Palace y otros tres en el Freedom Hall. Los Stars ganaron en cuatro ocasiones, por dos de los Colonels.
| 7 de noviembre | Utah Stars | 100–111 | Kentucky Colonels |                                    |
|                |            |         |                   |                                    |
|                |            |         |                   | Pabellón: Freedom Hall, Louisville |

| 4 de diciembre | Kentucky Colonels | 128–129 (PR) | Utah Stars |                                       |
|                |                   |              |            |                                       |
|                |                   |              |            | Pabellón: Salt Palace, Salt Lake City |

| 31 de enero | Kentucky Colonels | 129–138 | Utah Stars |                                       |
|             |                   |         |            |                                       |
|             |                   |         |            | Pabellón: Salt Palace, Salt Lake City |

| 7 de febrero | Utah Stars | 118–130 | Kentucky Colonels |                                    |
|              |            |         |                   |                                    |
|              |            |         |                   | Pabellón: Freedom Hall, Louisville |

| 10 de febrero | Kentucky Colonels | 127–149 | Utah Stars |                                       |
|               |                   |         |            |                                       |
|               |                   |         |            | Pabellón: Salt Palace, Salt Lake City |

| 21 de marzo | Utah Stars | 123–109 | Kentucky Colonels |                                    |
|             |            |         |                   |                                    |
|             |            |         |                   | Pabellón: Freedom Hall, Louisville |